# József Török
József Török (ur. 14 października 1813 w Alsóvárad, zm. 14 marca 1894 w Debreczynie) – węgierski lekarz, chirurg, wykładowca chemii, botaniki i mineralogii w Kolegium Kościoła Reformowanego w Debreczynie, jeden z twórców węgierskiej balneologii. Członek Węgierskiej Akademii Nauk (korespondent od 1843, od 1858).
Naukę rozpoczął w Debreczynie, następnie studiował na Uniwersytecie w Peszcie i przez dwa lata za granicą, w Paryżu, Berlinie i Wiedniu. W Paryżu uczęszczał na wykłady Éluarda Chassaignaca, w Berlinie uczył się u Schönleina i Dieffenbacha, w Wiedniu u Rokitansky'ego, Skody i Hebry. Po powrocie do kraju prowadził praktykę prywatną i wykładał dietetykę, jednak przypuszczalnie z powodu wyznawanej wiary nie otrzymał stanowiska na uniwersytecie. Przyjął zatem zaproszenie kolegium w Debreczynie. Uznanie zdobył pracą o właściwościach uzdrowisk na Węgrzech, ukończoną w 1847 roku.